# 정라엘
정라엘(1998년 11월 17일 ~ )은 대한민국의 배우이다.

## 학력
- 중앙대학교 연극과

## 드라마
- 2020년 : 치즈필름 《반전소녀》- 선경 역
- 2020년 : tvN 《오 마이 베이비》- 이소윤 역
- 2022년 : 디즈니 《키스 식스 센스》- 유 PD 역
- 2023년 : SBS 《7인의 탈출》- 방다미 역
- 2024년 : SBS 《7인의 부활》- 방다미 역
- 2024년 : tvN 《정년이》 - 서복실 역

## 영화
- 2022년 : 《마녀》
- 2023년 : 《귀공자》 - 한가영 역
- 2023년 : 《3일의 휴가》 - 맥도날드 알바생 1 역

## 광고
- 2019년 : DB손해보험